# Hazel Brugger
Hazel Brugger (ur. 9 grudnia 1993 w San Diego) – szwajcarsko-amerykańska poetka slamowa, prezenterka telewizyjna i satyryczka.

## Życiorys
Urodziła się 9 grudnia 1993 roku w San Diego. Jest córką szwajcarskiego neuropsychologa Petera Bruggera, a jej matka, pochodząca z Kolonii w Niemczech, pracowała jako nauczycielka języka angielskiego. Dorastała w Dielsdorfie, niedaleko Zurychu, wraz z dwoma starszymi braćmi.  Po ukończeniu szkoły średniej w Bülach rozpoczęła studia filozoficzno-literackie na Uniwersytecie Zuryskim, jednak przerwała naukę, aby skupić się na karierze artystycznej. W wieku 17 lat zaczęła występować na scenach poetry slam, zdobywając uznanie w szwajcarskim środowisku literackim.

## Kariera
Hazel Brugger rozpoczęła swoją karierę jako poetka slamowa, zdobywając tytuł Mistrzyni Szwajcarii w Poetry Slam w 2013 roku. Jej występy charakteryzowały się ostrym humorem i inteligentną satyrą, co szybko przyciągnęło uwagę mediów.
W latach 2014−2017 pisała felietony dla szwajcarskiego dziennika Das Magazin, a wcześniej była także felietonistką dla Hochparterre i TagesWoche. W 2015 roku prowadziła cykl rozmów na żywo Hazel Brugger Show and Tell w Theater am Neumarkt w Zurychu. W tym samym roku rozpoczęła swoją działalność kabaretową, prezentując pierwszy solowy program Hazel Brugger passiert, który spotkał się z entuzjastycznym przyjęciem.
Od 2016 jest korespondentką niemieckiego programu satyrycznego heute-show, emitowanego na kanale ZDF. Jej styl reporterski, pełen ironii i ciętych komentarzy, uczynił ją jedną z najbardziej rozpoznawalnych twarzy niemieckiej satyry telewizyjnej.
W 2017 roku zdobyła prestiżową nagrodę Salzburger Stier przyznawaną najlepszym artystom kabaretowym w krajach niemieckojęzycznych, stając się najmłodszą laureatką w historii tego wyróżnienia. W kolejnych latach kontynuowała swoją działalność sceniczną, prezentując programy Tropical (2019) oraz Immer noch wach (2024), które był szeroko komentowane w mediach.
W 2020 roku jej stand-upowy program Hazel Brugger: Tropical zadebiutował na platformie Netflix. W 2019 roku wraz z mężem Thomasem Spitzerem rozpoczęła serię na YouTube Deutschland Was Geht, w której odwiedziali nietypowe miejsca w Niemczech i Europie.
W maju 2025 roku była jedną z współprowadzących 69. Konkurs Piosenki Eurowizji w Bazylei.

## Życie prywatne
Od 2020 roku jest zamężna z Thomasem Spitzerem, niemieckim satyrykiem i pisarzem. Para ma dwie córki.

## Książki
- Hazel Brugger, Ich bin so hübsch. ISBN 978-3-0369-5936-8, wydana 28 kwietnia 2016[17]
- Hazel Brugger, Thomas Spitzer: Deutschland Was Geht – Das Wimmelbuch. ISBN 978-3-257-01294-1, wydana 29 września 2021[18]